# سانتیاگو لوپز (بازیکن فوتبال، زاده ۲۰۰۶)
سانتیاگو لوپز (انگلیسی: Santiago López؛ زادهٔ ۹ فوریهٔ ۲۰۰۶) بازیکن فوتبال اهل آرژانتین است که در حال حاضر برای باشگاه فوتبال ایندپندینته بازی می‌کند. 
وی همچنین در تیم ملی فوتبال زیر ۱۷ سال آرژانتین بازی کرده است.